# Thomas Rowlandson

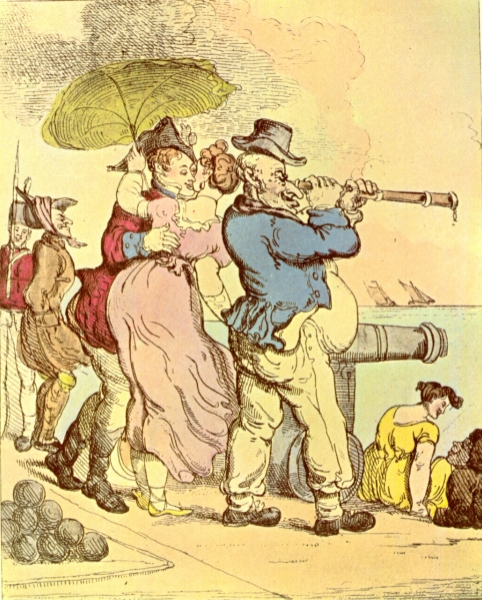
Besos robados, ilustración de Rowlandson.

Thomas Rowlandson (Londres, julio de 1756 - Londres, 22 de abril de 1827) fue un pintor, caricaturista y grabador inglés, considerado el más importante maestro de la tradición satírica después de William Hogarth. Su labor más conocida fue la ilustración de textos humorísticos. También ideó una versión inglesa de la antigua Danza de la Muerte y grabados de atrevido erotismo explícito.

## Vida y obra
Thomas Rowlandson nació en Old Jewry, un barrio judío de Londres, hijo de un comerciante. Aún niño, tras dejar el colegio ingresó en la Royal Academy. A los 16 años de edad se trasladó a París, donde vivió y estudió. Posteriormente viajó por el continente europeo, haciendo bocetos y tomando nota de la vida y costumbres de la gente de otros lugares. 
En 1775 exhibió un dibujo titulado Dalila visitando a Sansón en prisión, y el siguiente año realizó varios retratos y paisajes. Su prometedora carrera como pintor se torció paradójicamente por un golpe de buena suerte: recibió una herencia de 7000 libras, y se aficionó tanto a jugar a las cartas que lo perdió todo. Se contaba que en una ocasión permaneció sentado jugando durante 36 horas seguidas.
La ludopatía llevó a Rowlandson a la ruina, y la necesidad de ganar dinero rápido le abocó a centrarse en la producción de caricaturas satíricas. Asociado al editor Rudolph Ackermann diseñó numerosas ilustraciones, mayormente humorísticas, que le hicieron muy popular. Su primer gran éxito fue la serie sobre El maestro de escuela (Dr. Syntax), una narración humorística en verso escrita por William Combe. Este personaje, que por su idealismo y aspecto peculiar recuerda a Don Quijote, se dio a conocer en 1809 en una versión ilustrada por entregas, y a raíz del éxito alcanzado el editor Ackermann publicó en 1812 una versión mejorada en formato de libro, con 30 grabados de Rowlandson. A este primer relato (El 'tour' de Dr. Syntax en busca de lo pintoresco) le siguieron dos secuelas: Dr. Syntax en busca de consuelo (1820) y En busca de una esposa (1821). Ambas se produjeron igualmente gracias a la colaboración del escritor Combe y de Rowlandson.
Si bien el artista abordó la crítica política como lo había hecho Hogarth, esta faceta no fue prioritaria en su producción. Mayor relevancia tienen sus ilustraciones eróticas, tan explícitas que son calificadas de pornográficas. 
En 1814-16 creó una versión humorística y actualizada (inglesa, según su título) de la Danza de la Muerte, tema de origen medieval que se había hecho popular en el siglo xvi por varias series grabadas como la de Hans Holbein el Joven.
Acuciado por sus continuas estrecheces económicas, Rowlandson siguió diseñando numerosas ilustraciones, ya con una calidad decreciente.
Al contrario que la mayoría de los ilustradores europeos del siglo xix acostumbraba a grabar personalmente sus planchas, si bien el resultado final era producto de un trabajo en equipo. Rowlandson grababa al aguafuerte las líneas principales, y otros grabadores especializados añadían retoques a la aguatinta. Una vez estampadas, las hojas eran coloreadas a mano, con lógicas variaciones de tonos pero respetando las pautas marcadas por Rowlandson y el editor.

## Galería

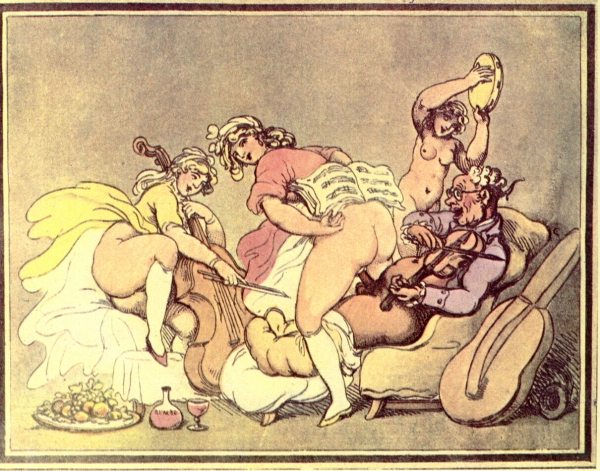
El concierto
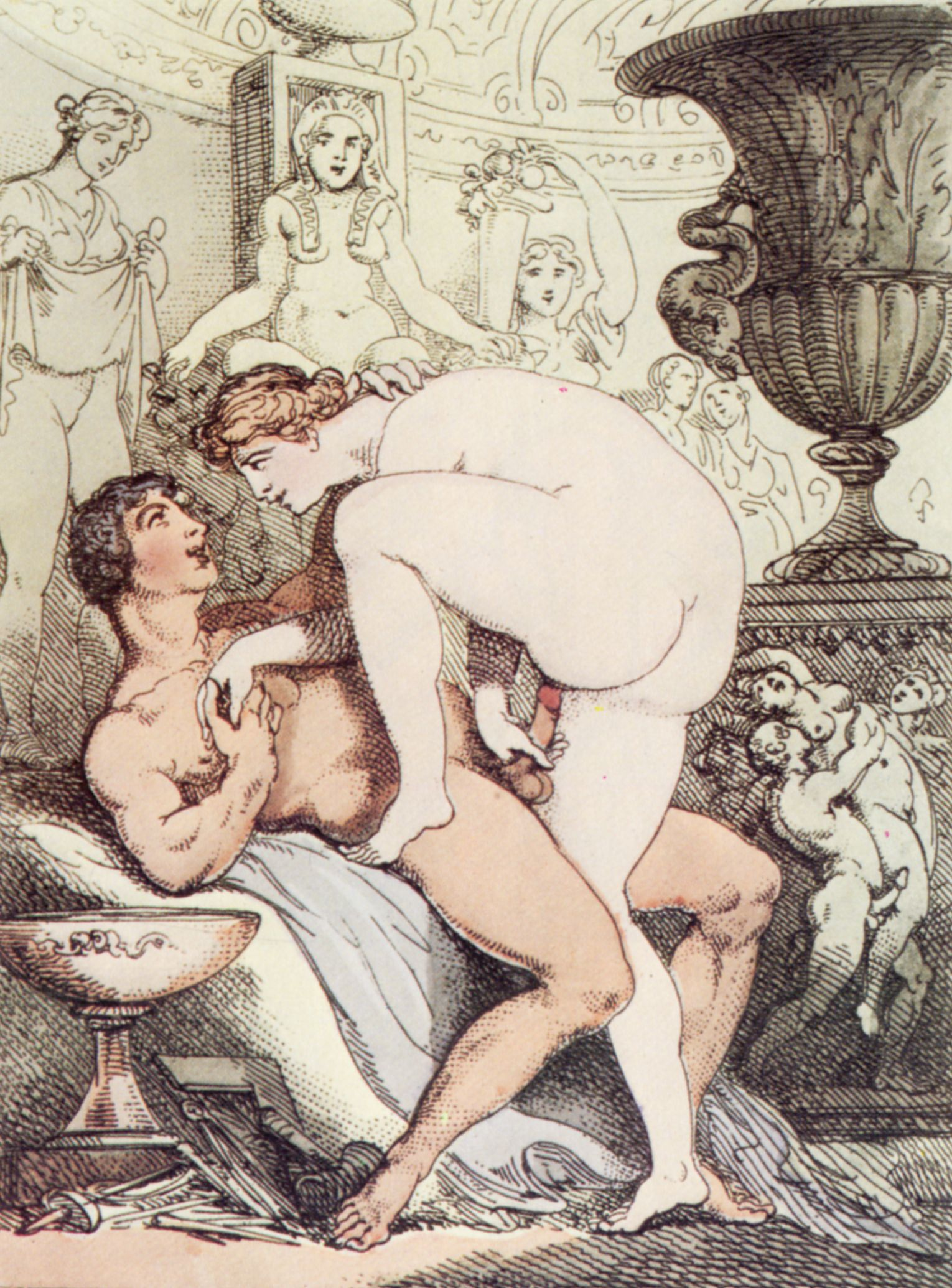
El moderno Pigmalión
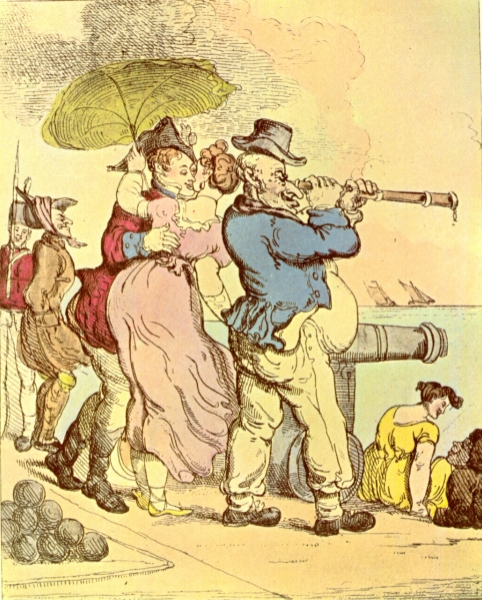
Besos robados
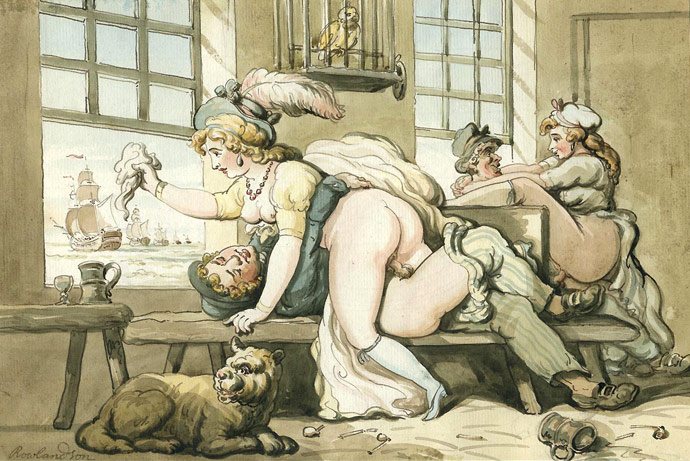
Adios